# 日伊協会
公益財団法人日伊協会（にちいきょうかい、イタリア語: Associazione Italo-Giapponese）は、日本とイタリア両国間の文化、経済の交流と学術の振興を図り、両国相互の理解と親善に貢献することを目的とした団体である。明治期に創設された複数のイタリア研究学会を母体に、1940年に設立された。1956年に外務省と文部省が認可する財団法人となり、2010年に公益財団法人に移行した。
事業としてイタリア語講座や文化講座、各種セミナーやイベントの開催や、イタリア留学のサポート、学術誌『日伊文化研究』の発行などを行っている。

## 所在地
- 東京都港区赤坂3-11-3 赤坂中川ビルディング５階